# Dumbarton (Wirginia)
Dumbarton – jednostka osadnicza w Stanach Zjednoczonych, w stanie Wirginia, w hrabstwie Henrico.